# Заслужений прикордонник Республіки Білорусь
«Заслужений прикордонник Республіки Білорусь» — почесне звання.

## Порядок присвоєння
Присвоєння почесних звань Республіки Білорусь здійснює Президент Республіки Білорусь. Рішення щодо присвоєння
державних нагород оформляються указами Президента Республіки Білорусь. Державні нагороди, в тому числі
почесні звання, вручає Президент Республіки Білорусь або інші службовці за його вказівкою. Присвоєння почесних
звань РБ відбувається в урочистій атмосфері. Державна нагорода РБ вручається нагородженому особисто. У випадку
присвоєння почесного звання РБ з вручення державної нагороди видається посвідчення.
Особам, удостоєних почесних звань РБ, вручають нагрудний знак.
Почесне звання «Заслужений прикордонник Республіки Білорусь» присвоюється військовим, які перебувають на службі в
прикордонних військах п'ятнадцять і більше років в календарному перерахунку, за бездоганне несення служби біля державного
кордону, умілу організацію прикордонної служби, високі показники в оперативно-службовій, науково-технічній
діяльності, зміцнення прикордонного співробітництва, за самовіддані вчинки, пов'язані з виконанням службових
обов'язків, активну участь у підготовці та вихованні військових кадрів.